# Naj, naj, naj festival
Naj, naj, naj festival je dječji festival koji se održava svake godine u Zagrebu. Dobrotvorne je naravi.
Projekt je osmislila hrvatska glumica Marija Sekelez.
Utemeljen je 2001. godine, a od 2007. godine, dobio je i međunarodni karakter, dolaskom postava iz inozemnih dječjih kazališta (Belgija, Francuska, Nizozemska, Rusija, Švicarska).
Organizira ga Gradsko kazalište "Žar ptica".
Vrijeme ovog festivala se tempira tako da pada u vrijeme proljetnih školskih praznika, otprilike u travnju.
"Naj, naj, naj festival" je zamišljen kao najboljih predstava u izvođenju dječjih kazališta iz cijele Hrvatske.
Predviđeno je da posjeta predstavama bude besplatna.

Također, predstave se namijenilo djeci koja školske praznike zbog financijskih razloga provode kod kuće.

## Mjesta održavanja
Pored "Žar ptice", i ina kazališta u Zagrebu su bila mjestom održavanja predstava za ovaj festival: GDK "Gavella", ZKM, zagrebačko kazalište lutaka, kazalištu "Mala scena", "Trešnja", "Komedija", KNAP.

## Nagrade
- za najbolju predstavu u cjelini
- za najbolju režiju
- za najbolju glumicu
- za najbolju epizodnu žensku ulogu
- za najbolju epizodnu mušku ulogu
- za najbolju kostimografiju
- za najbolju scenografiju i lutke
- za najbolju glazbu
- za najbolji tekst
- za dramatizaciju hrvatskih bajki
- za najbolji autorski koncept
- za najbolju koreografiju i scenski pokret
- za najbolju skupnu igru
- za kreaciju lutaka
- za likovnu i glazbenu kreaciju
- za kostime u predstavi

## Vanjske poveznice
- O festivalu  Arhivirana inačica izvorne stranice od 15. svibnja 2007. (Wayback Machine) na stranicam organizatora ovog festivala
- 1. put kao međunarodni  Arhivirana inačica izvorne stranice od 9. svibnja 2007. (Wayback Machine) na teatar.hr
- Vijenac  Arhivirana inačica izvorne stranice od 4. prosinca 2008. (Wayback Machine) Kulturna kronika